# Rolnička Praha
Rolnička Praha je sbor dětí a mládeže z Prahy a blízkého okolí. Pracuje od roku 1978 pod vedením svého zakladatele Karla Virglera. Sborové studio Rolnička má nyní[kdy?] 260 zpěváků od 5 do 19 let v 5 odděleních. V koncertním sboru zpívá 50 členů ve věku od 10 do 19 let.

## Aktivita
Sbor Rolnička Praha každoročně pořádá 30–40 koncertů v České republice i v zahraničí. Účinkuje ve velkých koncertních sálech, na festivalech, ale i na charitativních koncertech pro seniory a v nemocnicích pro ležící pacienty. Podílí se i na různých netradičních projektech a spolupracuje s orchestry, významnými sólisty, pěveckými sbory a s baletní konzervatoří. Pravidelně také zve sbory i orchestry z celého světa do Prahy ke společnému vystupování.
V posledních letech[kdy?] sbor úspěšně koncertoval ve většině evropských zemí a třikrát i mimo Evropu. Získal také řadu ocenění na mezinárodních sborových soutěžích.[zdroj?] V červenci 2014 získal sbor na mezinárodním festivalu Festival Internacional de Música de Cantonigròs 2. cenu v kategorii dětských sborů. V únoru 2016 získal sbor Zlaté pásmo na Mezinárodním festivalu soudobé sborové hudby s Cenou Zdenka Lukáše "Canti veris Praga 2016".
Sbor je členem Unie českých pěveckých sborů a spolupracovníkem celosvětových sborových asociací International Society for Children’s Choral and Performing Arts se sídlem v USA a Pueri Cantores. Pořádá festival dětských pěveckých sborů Rolničkové svátky písní. Činnost sboru podporuje Hlavní město Praha.

## Umělecký vedoucí
Uměleckým vedoucím sboru je Karel Virgler. Ten vystudoval hudební výchovu na Pedagogické fakultě v Plzni, soukromě studoval hru na violu.
Pro začínající zpěváky vytvořil vlastní systém výuky spojující hudební teorii s praktickou pěveckou výchovou. V prosinci 2000 reprezentoval Prahu v projektu na Islandu – byl jedním ze sbormistrů spojeného sboru mládeže z 9 Evropských měst kultury 2000 „Voices of Europe“. V roce 2001 byl uměleckým ředitelem pražské části festivalu „Children of the World in Harmony“. Největším oceněním bylo pozvání k nastudování samostatného koncertu Rolničky v rámci Pražského jara 2007.
Pro pražské dětské sbory založil festival Rolničkové svátky písní, kterého se deset let každoročně účastnilo přes 1 000 dětí a pokračuje i v současné době. Založil také festival cizojazyčných škol v Praze. Vytvořil a dosud realizuje projekt Hudebních dílen pro žáky 1. stupně pražských základních škol. Od roku 1997 jím prošly desetitisíce dětí.